# Park narodowy
Park narodowy – obszar zachowany w stanie naturalnym lub zbliżonym do naturalnego, objęty ochroną prawną. Tereny objęte parkiem posiadają szczególną wartość naukową, przyrodniczą, krajobrazową lub kulturową. Pierwszym parkiem narodowym na świecie był Park Narodowy Yellowstone, utworzony w 1872 r. w Stanach Zjednoczonych. Od tego czasu idea rozprzestrzeniła się na cały świat. Są czasem określane jako „najlepsza idea Ameryki”.

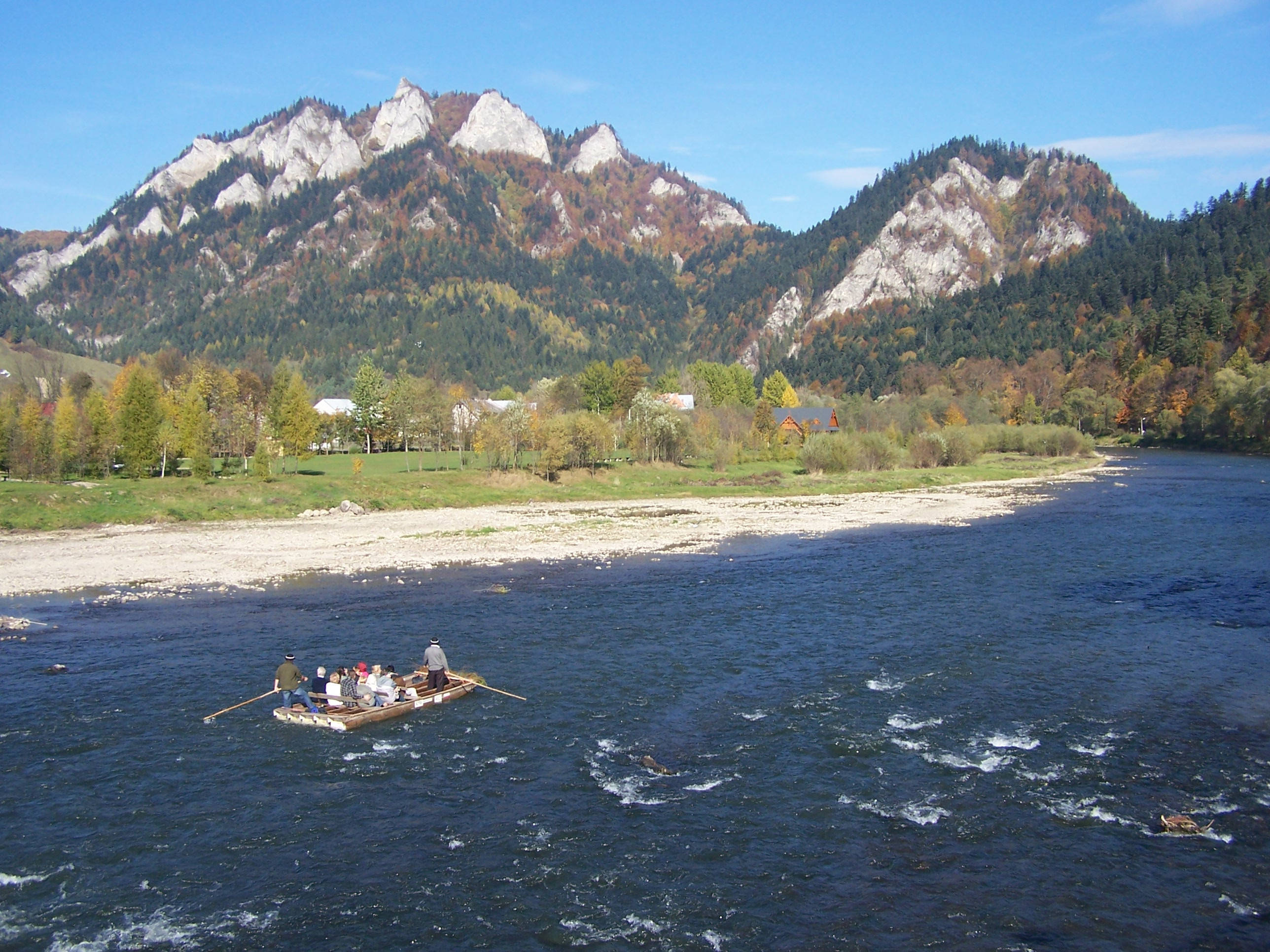
Pieniński Park Narodowy, najstarszy polski park narodowy, utworzony w 1932

## Definicja IUCN
Międzynarodowa Unia Ochrony Przyrody (IUCN) definiuje parki narodowe w ramach II kategorii ochronnej jako „duże obszary w stanie naturalnym, lub bliskim naturalnemu, powołane do ochrony wielkoskalowych procesów ekologicznych, złożoności gatunkowej i ekosystemów charakterystycznych dla danego terenu, które także stanowią podstawę dla środowiskowo i kulturowo zgodnych z nią aktywności duchowej, naukowej, edukacyjnej, rekreacyjnej i turystycznej”. Parki narodowe mają wyróżniać się rozmiarem, cechami przyrodniczymi i krajobrazowymi na tle krajowym czy międzynarodowym. W przeciwieństwie do parków krajobrazowych (kategoria V IUCN) parki narodowe są zazwyczaj (przynajmniej w strefach centralnych) niezamieszkałe, posiadają ograniczoną infrastrukturę i cechują się niewielkim wpływem człowieka na stan krajobrazu i przyrody.

## Historia

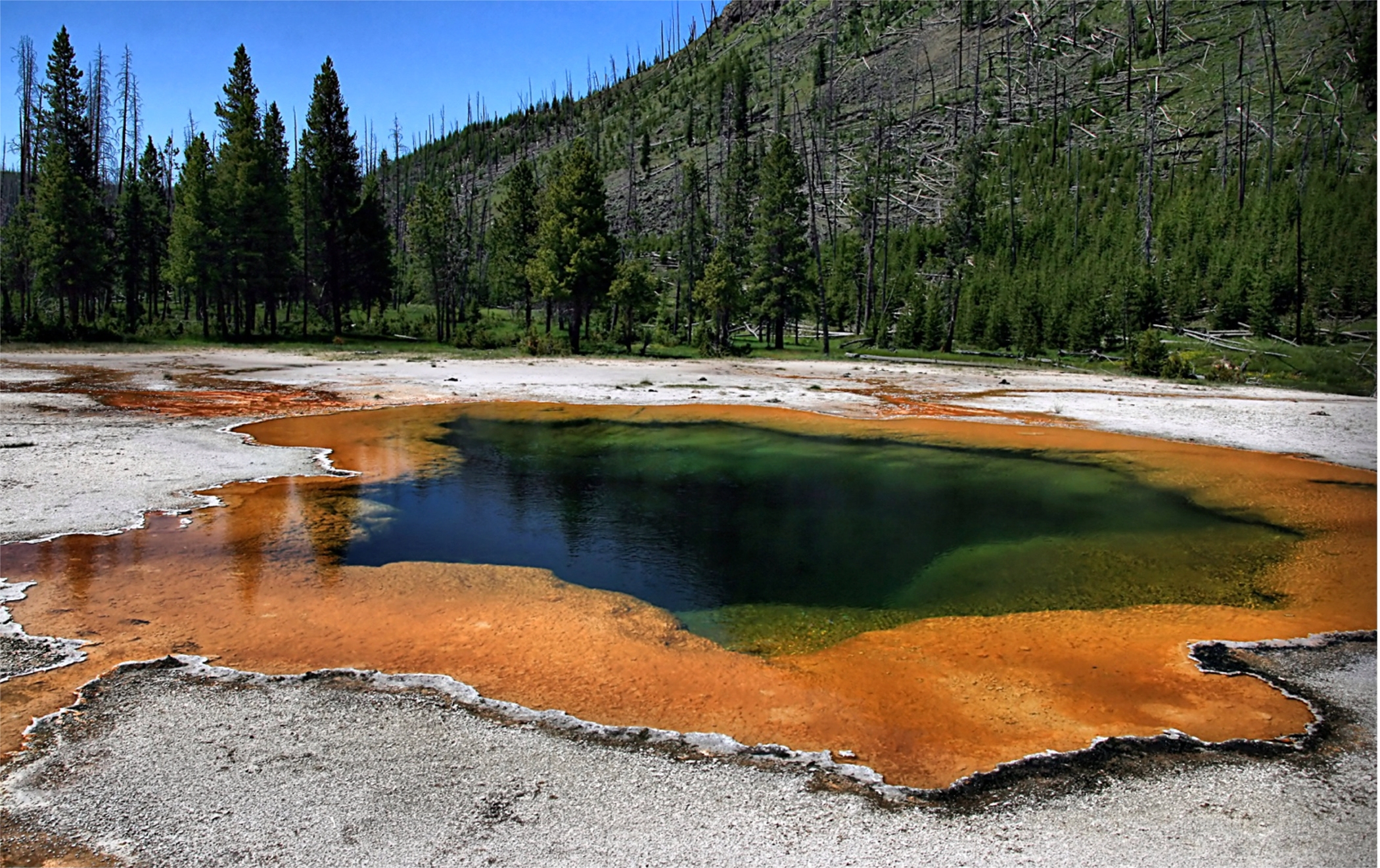
Park Narodowy Yellowstone

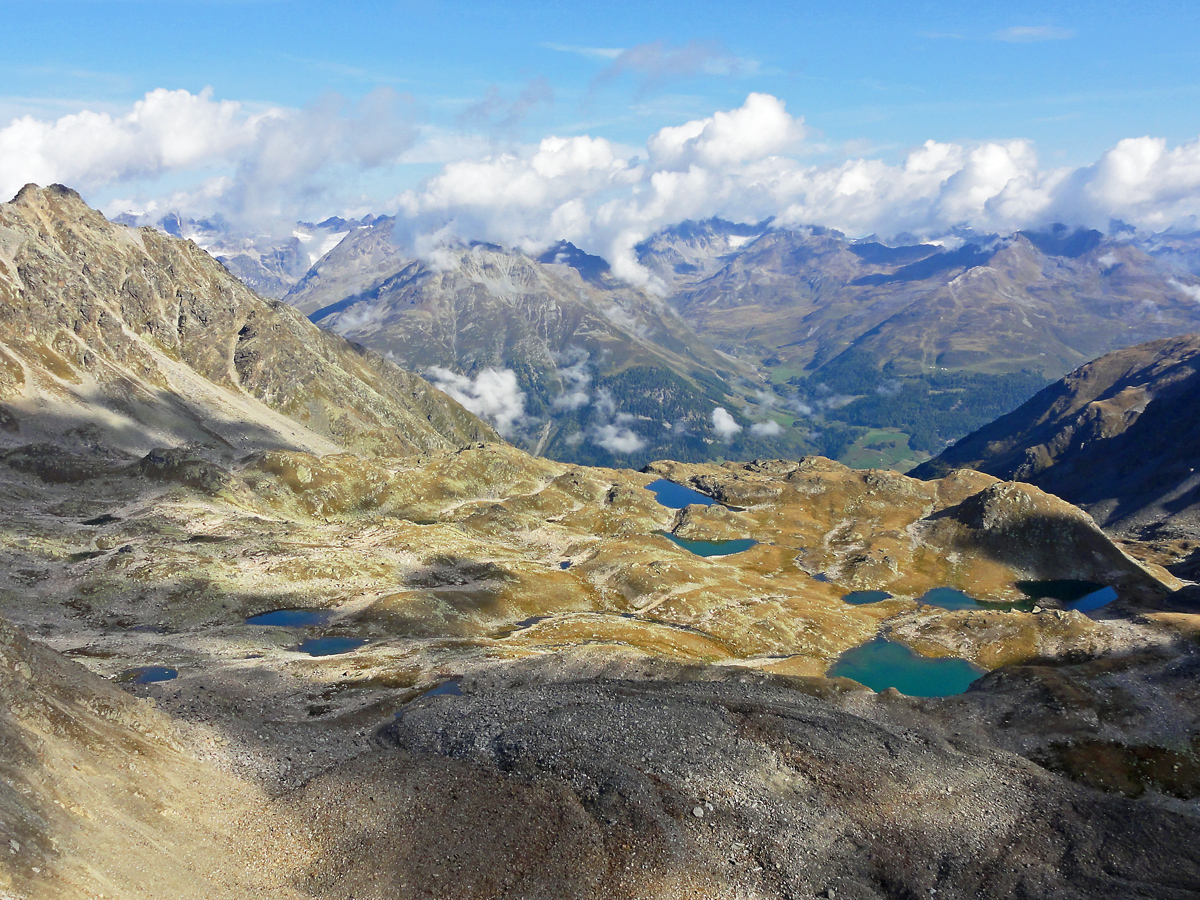
Szwajcarski Park Narodowy założony w 1914 r.

Różnego rodzaju „sanktuaria przyrody” i dekrety chroniące przyrodę powoływano w różnych częściach świata od starożytności, miały one jednak cel utylitarny – ochronę zasobów przyrodniczych przydatnych w gospodarce, bądź w myślistwie. Przykładem może być ochrona Puszczy Białowieskiej jako terenu łownego królów Polski i wielkich książąt Litwy. Współczesne formy ochrony środowiska wywodzą się z romantycznego zachwytu nad dziką przyrodą i zagrożeń związanych z postępującą industrializacją niszczącą w XIX wieku naturalne ekosystemy na niespotykaną dotąd skalę. Przykładem pierwszych działań może być ochrona góry Drachenfels w Siedmiogórzu opodal Bonn przez rząd Prus od 1836 r. We Francji od 1861 r. zaczęto powoływać „rezerwaty artystyczne” w miejscach krajobrazowo i przyrodniczo cennych. Pierwszym takim rezerwatem był Las Fontainebleau pod Paryżem, w którego utworzenie zaangażowane były takie postaci jak Victor Hugo czy George Sand. Prawdziwym przełomem było jednak powołanie w 1872 r. w Stanach Zjednoczonych Parku Narodowego Yellowstone w celu ochrony jego wyjątkowego krajobrazu przed osiedlaniem i transferem ziemi w ręce prywatne.
Pierwszy park narodowy stał się sensacją w świecie zachodnim. Brytyjczycy jako pierwsi podchwycili ideę i zaczęli tworzyć parki w swoich koloniach. W 1879 r. założono pierwszy w Australii Królewski Park Narodowy na południe od Sydney. W 1885 r. powołano do istnienia najstarszy w Kanadzie Park Narodowy Banff. W 1887 r. powstał na Nowej Zelandii Park Narodowy Tongariro. Z początkiem XX wieku idea parków narodowych i wielkoobszarowych obszarów chronionych dotarła do kolejnych państw. W 1916 r. w celu skuteczniejszego zarządzania parkami i innymi federalnymi obszarami chronionymi powołano w Stanach Zjednoczonych Służbę Parków Narodowych (ang. National Park Service).
Pierwsze parki narodowe w Europie powołała Szwecja w 1909 r., do wybuchu II wojny światowej ta forma ochrony przyrody istniała w 12 krajach kontynentu, w tym w Polsce. Nowy impuls do powoływania parków narodowych przyszedł wraz z odbudową kontynentu po II wojnie światowej. W 1948 r. w Fontainebleau pod Paryżem powołano do istnienia Międzynarodową Unię Ochrony Przyrody. W Wielkiej Brytanii i w Niemczech, krajach gdzie nie zachowały się żadne duże obszary dzikiej przyrody, powstały koncepcje obszarów chroniących krajobraz, zamieszkałych przez ludzi i promujących zrównoważony rozwój (w Polsce są to parki krajobrazowe). We Francji w latach 60. zaczęto powoływać parki według modelu mieszanego, gdzie oprócz strefy centralnej istnieje zewnętrzna „strefa dostępowa”, także mająca charakter ochrony krajobrazowej. Wiele państw zaczęło powoływać parki na bardziej masową skalę, jak np. w Norwegii, Szwecji, czy we Włoszech. Dziś istnieją tysiące parków narodowych w większości państw świata, funkcjonujące według różnych modeli.

## W Polsce
Według polskiej Ustawy o ochronie przyrody z 2004 park narodowy jest to:
„Obszar wyróżniający się szczególnymi wartościami przyrodniczymi, naukowymi, społecznymi, kulturowymi i edukacyjnymi, o powierzchni nie mniejszej niż 1000 ha, na którym ochronie podlega cała przyroda oraz walory krajobrazowe”
Park narodowy jest tworzony w drodze ustawy, a w drodze rozporządzenia Rada Ministrów określa jego granice. Utworzenie lub zmiana granic parku wymaga zgody właściwych organów samorządu terytorialnego. Na terenie parku wyróżnia się 3 strefy o zróżnicowanym reżimie ochronnym: strefę ochrony ścisłej, strefę ochrony częściowej i strefę ochrony krajobrazowej. Wokół parku obowiązkowo wyznacza się otulinę parku narodowego. Dla parku sporządza się i realizuje plan ochrony. Kieruje nim dyrektor parku narodowego.
W Polsce istnieją 23 parki narodowe.

## Na świecie

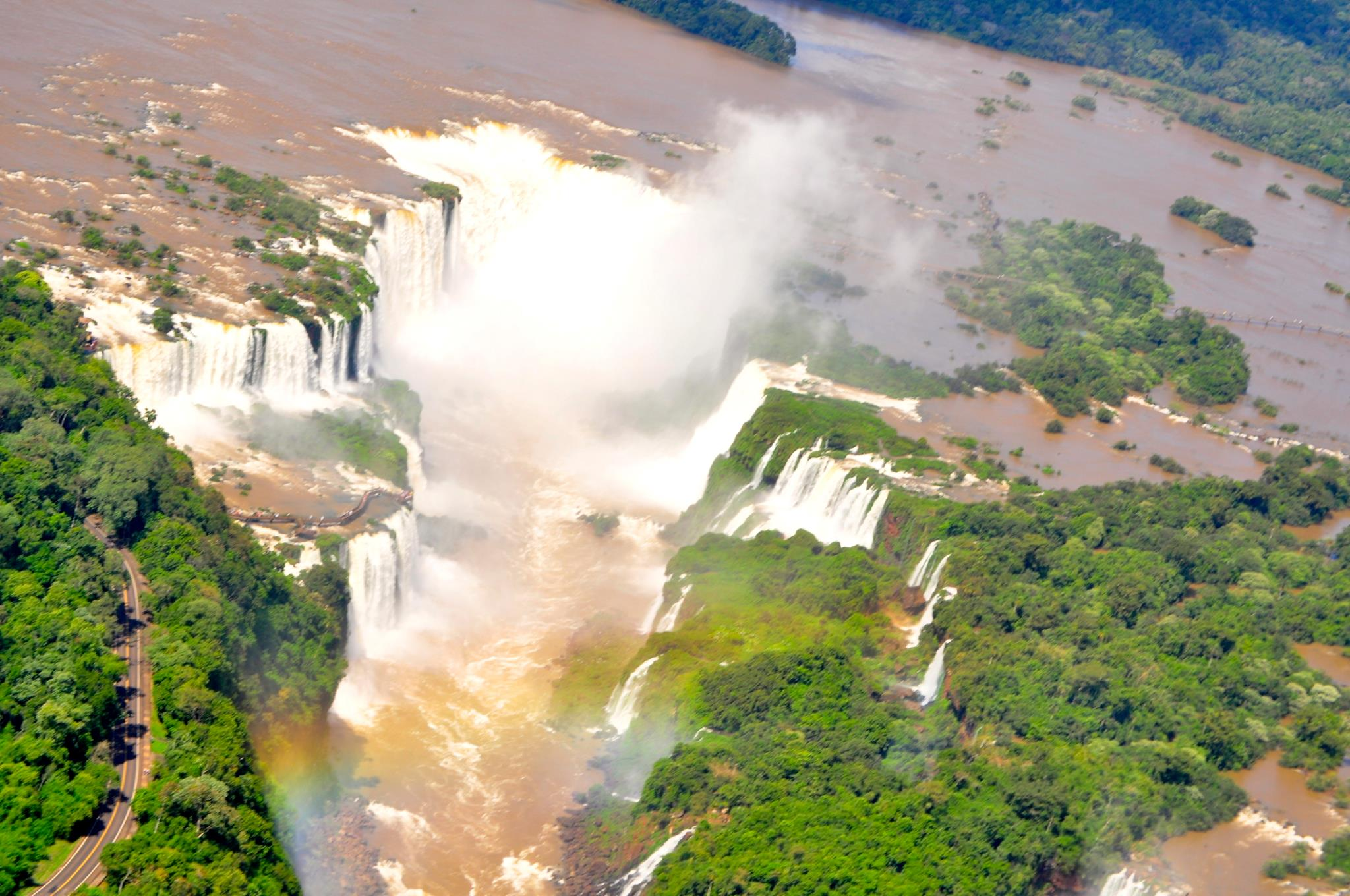
Park Narodowy Iguazú

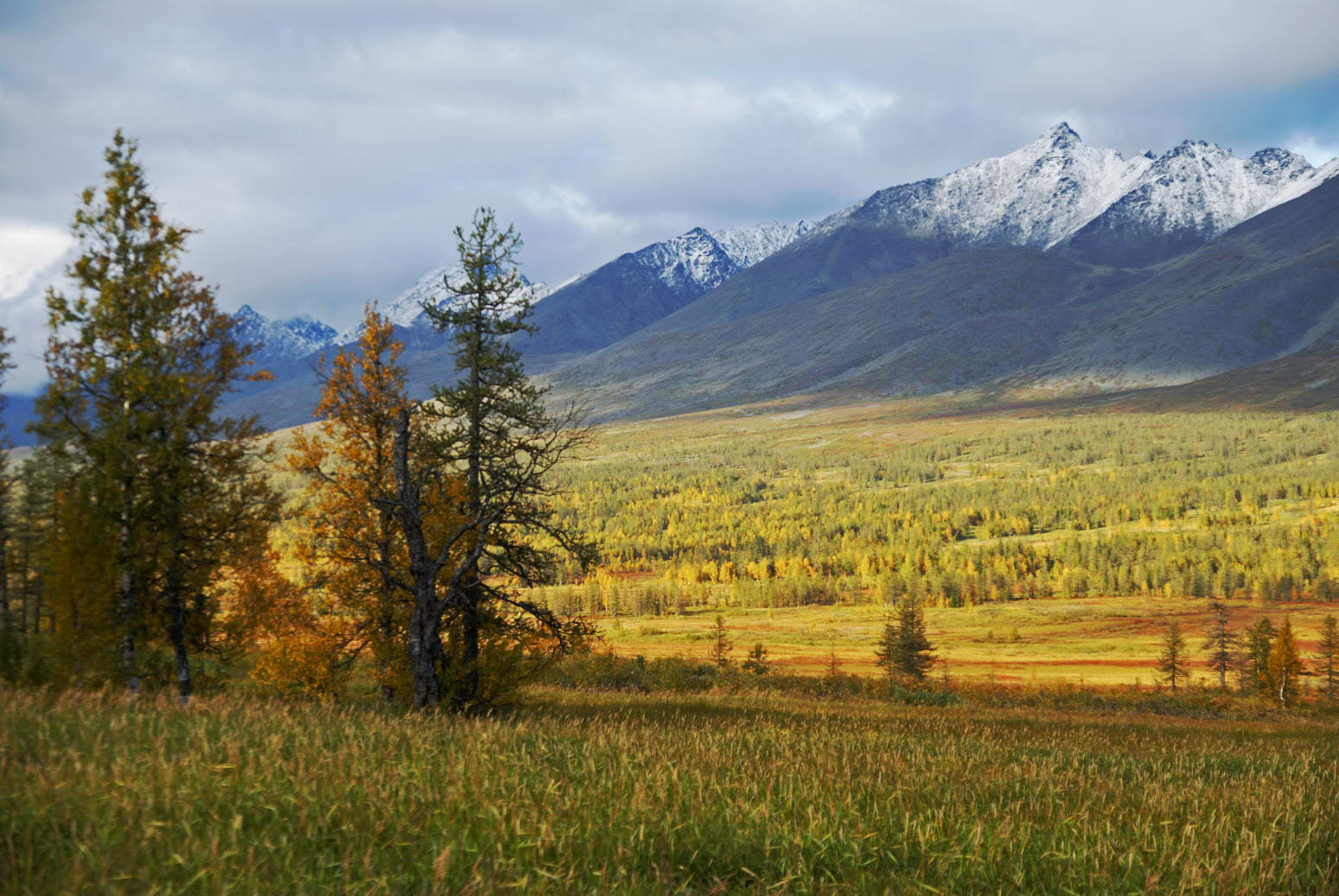
Park Narodowy Jugyd Wa

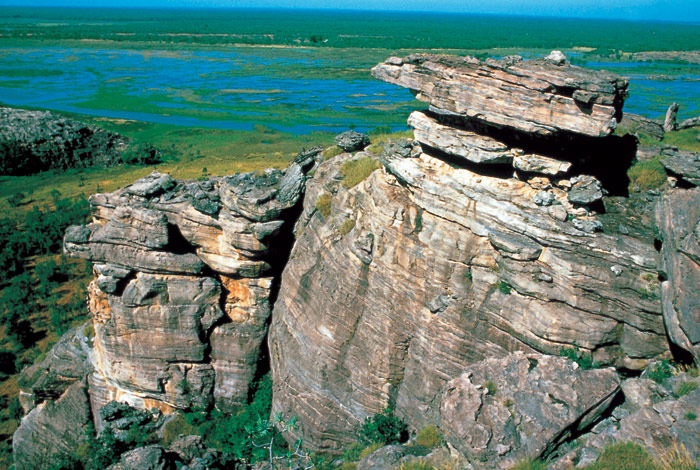
Park Narodowy Kakadu

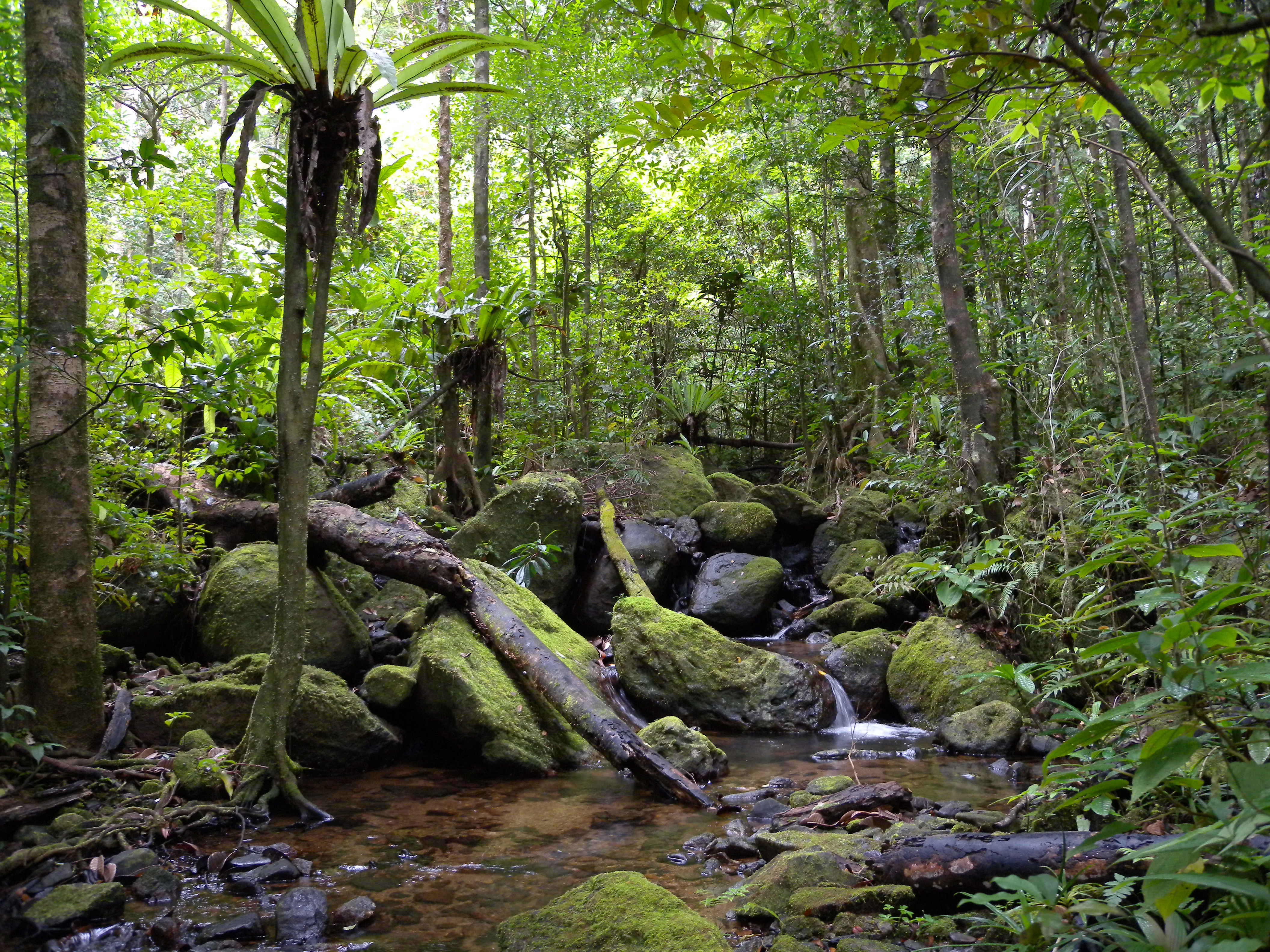
Park Narodowy Masoala

Na świecie parki narodowe istnieją w większości państw świata. Największym jest Park Narodowy Grenlandii obejmujący 972 000 km². W każdym kraju zasady działania parków narodowych się różnią, jednak niemal zawsze jest to jedna z czołowych wielkopowierzchniowych form ochrony przyrody. Liczne parki narodowe zostały wpisane na listę światowego dziedzictwa przyrodniczego UNESCO, jak np.:
- Białowieski Park Narodowy (Polska)
- Park Narodowy Bizona Leśnego (Kanada)
- Park Narodowy Canaima (Wenezuela)
- Park Narodowy Delta du Saloum (Senegal)
- Park Narodowy Doñana (Hiszpania)
- Park Narodowy Durmitor (Czarnogóra)
- Park Narodowy Everglades (USA)
- Park Narodowy Góry Stołowej (RPA)
- Park Narodowy Guanacaste (Kostaryka)
- Park Narodowy Huascarán (Peru)
- Park Narodowy Iguazú (Argentyna)
- Park Narodowy Jaú (Brazylia)
- Park Narodowy „Jugyd wa” (Rosja)
- Park Narodowy Kakadu (Australia)
- Park Narodowy Komodo (Indonezja)
- Park Narodowy Masoala (Madagaskar)
- Park Narodowy Pirynu (Bułgaria)
- Park Narodowy Jezior Plitwickich (Chorwacja)
- Park Narodowy Rwenzori Mountains (Uganda)
- Park Narodowy Semien (Etiopia)
- Park Narodowy Serengeti (Tanzania)
- Park Narodowy Tongariro (Nowa Zelandia)
- Park Narodowy Wirunga (D. R. Kongo)
- Park Narodowy Wrangla-Świętego Eliasza (USA)
- Park Narodowy Yosemite (USA)